# Syndrome de la fesse morte

Les muscles fessiers (gluteus maximus).

Le syndrome de la fesse morte, ou du fessier endormi, également dénommé amnésie des fessiers ou amnésie glutéale, est l'affaiblissement et engourdissement du muscle grand glutéal, autrefois dénommé muscle fessier, induits par une position assise prolongée.
Ce syndrome, lié à un mode de vie sédentaire, ne doit pas être confondu avec le syndrome du fessier profond (SFP) ou syndrome du piriforme qui est une compression du nerf sciatique.

## Description

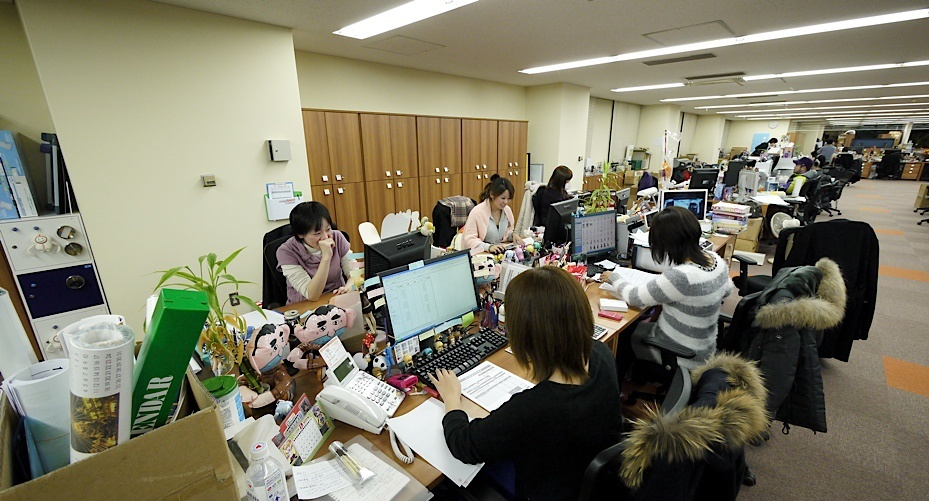
Une position assise prolongée peut entraîner une amnésie glutéale.

Le syndrome des fesses mortes est généralement dû à une prolongation de la position assise, particulièrement chez les employés de bureau qui peuvent rester assis à leur poste durant une grande partie de la journée. Ce syndrome, également dénommé « amnésie glutéale » concerne le muscle grand glutéal ou grand fessier (gluteus maximus), un muscle essentiel pour se tenir debout ou pratiquer la marche à pied.
Ces muscles (un par fesse) sont les groupes musculaires les plus puissants de notre corps mais ils peuvent s’ankyloser s’ils ne sont pas assez sollicités et finissent par « oublier » comment se contracter d'où l'usage du terme d'« amnésie ».  Des douleurs peuvent apparaitre après une position assise prolongée et répétée. Celles-ci entraînent un mal de dos pouvant évoquer une sciatique. En effet afin de compenser la faiblesse des muscles fessiers, d’autres muscles, comme ceux du dos et les ischio-jambiers sont plus sollicités.

## Prévention
Le meilleur moyen de ne pas subir les effets de ce syndrome est d'éviter les positions assises prolongées. Lorsque ce n'est pas possible (notamment pour des raisons professionnelles), certains exercices physiques simples peuvent permettre de redonner un certain tonus aux muscles fessiers.